# Roy Saari
Roy Saari (Estados Unidos, 26 de febrero de 1945-30 de diciembre de 2008) es un nadador estadounidense retirado especializado en pruebas de cuatro estilos, donde consiguió ser subcampeón olímpico en 1964 en los .

## Carrera deportiva
En los Juegos Olímpicos de Tokio 1964 ganó la medalla de plata en los 400 metros estilos, con un tiempo de 4:47.1 segundos, tras su compatriota Richard Roth que batió el récord del mundo con 4:45.4 segundos.
En los Juegos Panamericanos de 1963 celebrados en Sao Paulo ganó dos medallas de oro: en 400 metros libre y en 1500 metros libre.
Y en la Universiada de 1965 celebrada en Budapest volvió a ganar dos medallas de oro: esta vez en los 4x100 metros libre y 4x200 metros libre.